# Domenico Zampolini
Domenico Zampolini, né le 25 juillet 1957, à Spolète, en Italie, est un ancien joueur italien de basket-ball. Il évolue durant sa carrière au poste d'ailier. 

## Palmarès
- Coupe des coupes 1983
- Champion d'Italie 1988, 1992
- Coupe d'Italie 1985, 1992